# Gračanica (miasto w Bośni i Hercegowinie)
Gračanica – miasto w Bośni i Hercegowinie, w Federacji Bośni i Hercegowiny, w kantonie tuzlańskim, siedziba miasta Gračanica. W 2013 roku liczyło 12 882 mieszkańców, z czego większość stanowili Boszniacy.